# Anatoli Solonitsyne
Anatoli Alekseïevitch Solonitsyne (en russe : Анатолий Алексеевич Солоницын), né le 30 août 1934 à Bogorodsk et mort le 11 juin 1982 à Moscou, est un acteur soviétique.

## Biographie
Anatoli Solonitsyne est surtout connu pour ses rôles dans les films d'Andreï Tarkovski, dont il est l'acteur favori : Le Miroir, Solaris, Stalker, et surtout Andreï Roublev.
En 1964, encore jeune comédien débutant à Sverdlovsk (Iekaterinbourg), il tombe sur le scénario d’Andreï Roublev et, fasciné, s'écrie : « Je pourrais donner ma vie pour ce rôle ! ». Il se précipite à Moscou en plein hiver, et passe  de  nombreuses  auditions avant  d'emporter le rôle principal. Solonitsyne servira même de modèle pour la statue d'Andrei Roublev au Musée Roublev de Moscou.
Il devait jouer les rôles principaux dans les deux derniers films du réalisateur, mais il meurt prématurément d'un cancer des poumons en 1982. Sa maladie a certainement été provoquée par la pollution chimique générée par la centrale électrique de Tallin en Estonie, où le tournage de Stalker s'est déroulé.

## Postérité
Le pianiste de jazz François Couturier lui a dédié Toliu (for Anatoli Solonitsyne) sur l'album Nostalghia. Song For Tarkovsky.

## Théâtre
- 1977 : Hamlet, mise en scène d'Andreï Tarkovski, avec Margarita Terekhova (Théâtre du Lenkom, Moscou)

## Filmographie
- 1966 : Andreï Roublev d'Andreï Tarkovski
- 1969 : Pas de gué dans le feu de Gleb Panfilov
- 1971 : La Vérification d'Alekseï Guerman
- 1972 : Grand maître (Гроссмейстер) de Sergueï Mikaelian : père de Sergueï
- 1972 : Solaris d'Andreï Tarkovski
- 1974 : Le Miroir d'Andreï Tarkovski
- 1974 : Le Nôtre parmi les autres (Свой среди чужих, чужой среди своих), de Nikita Mikhalkov
- 1977 : L'Ascension, de Larissa Chepitko
- 1978 : Virage (Поворот, Povorot) de Vadim Abdrachitov : Konstantin Korolev
- 1979 : Stalker d'Andreï Tarkovski : écrivain
- 1979 : Le Garde du corps (Telokhranitel) d'Ali Khamraev
- 1981 : Vingt-six jours de la vie de Dostoïevski (Двадцать шесть дней из жизни Достоевского), d'Alexandre Zarkhi

## Récompenses
- 1981 : 31e Berlinale : Ours d'argent du meilleur acteur pour Vingt-six jours de la vie de Dostoïevski d'Alexandre Zarkhi